# Służba jeniecka Wojska Polskiego II RP
Służba jeniecka Wojska Polskiego II RP – służba Wojska Polskiego zajmująca się przyjęciem jeńców z obszaru wojennego i ich rozdziałem do obozów stałych, rozlokowanych na obszarze krajowym oraz odpowiedzialna za ochronę i bezpieczeństwo jeńców osadzonych w obozach, a także za warunki bytowe i sanitarne.
W drugiej dekadzie listopada 1918 w Ministerstwie Spraw Wojskowych zorganizowany został Wydział Jeńców. Szefem wydziału został kpt. Konrad Sztobryn. 23 grudnia 1918 wydział został zlikwidowany, a jego zadania przejął Referat do Spraw Jeńców Sekcji Opieki M.S.Wojsk.
12 lutego 1919 kierownik Ministerstwa Spraw Wojskowych, płk Jan Wroczyński rozkazał dowódcy Generalnego Okręgu Warszawskiego zorganizować Komendę Obozu Jeńców Wojennych w Kazuniu Polskim według zatwierdzonego przez siebie etatu. Zgodnie z etatem skład osobowy komendy wynosił dwóch oficerów (komendant obozu i lekarz), sześciu podoficerów (sierżant sztabowy, sierżant rachunkowy, 2 plutonowych, podoficer prowiantowy, podoficer sanitarny), 42 szeregowców, w tym pisarz i sanitariusz oraz jednego urzędnika wojskowego gospodarczego. Środki lokomocji stanowiła bryczka i wóz ciągnione przez cztery konie zaprzęgowe. Ponadto komenda posiadała dwa konie wierzchowe.
28 marca 1919 utworzona została Inspekcja Obozów Jeńców i Internowanych. Zgodnie z etatem, skład osobowy inspekcji liczył dwóch oficerów: inspektora (w stopniu pułkownika lub podpułkownika) i adiutanta (podporucznik). Zadaniem inspekcji była kontrola wszystkich obozów jeńców, internowanych i zakładników. W ramach kontroli inspekcja zobowiązana była badać nadzór nad jeńcami i środki zapobiegające ucieczkom, przyjęte w danym obozie oraz warunki życia jeńców i stan sanitarny. Inspekcja podlegała bezpośrednio Ministrowi Spraw Wojskowych i jemu też składała meldunki z przeprowadzonych kontroli. Inspektor był uprawniony do wydawania zarządzeń zmierzających do likwidacji stwierdzonych uchybień. Inspektorem obozów jeńców i internowanych mianowany został ppłk Otton Górski, a adiutantem – ppor. Włodzimierz Freitag.
5 lipca 1919 przy M.S.Wojsk. powołana została Komisja dla Spraw Jeńców. Zadaniem komisji była klasyfikacja jeńców w obozach oraz kwestie związane z urlopowaniem i zwonieniem jeńców.
Na początku 1920 zniesiony został Inspektorat Obozów Jeńców, a jego kompetencje przejęła Sekcja Mobilizacyjna Oddziału I Sztabu M.S.Wojsk. W tym samym czasie w Oddziale IV Etapowym Naczelnego Dowództwa powołana została Sekcja Jeńców, którą kierował mjr Józef Sas-Hoszowski.
Z dniem 10 marca 1920 rozwiązana została Komisja dla Spraw Jeńców przy M.S.Wojsk., a jej uprawnienia przejął Oddział II Sztabu ministerstwa
20 lipca 1920 przy Departamencie VIII Budownictwa M.S.Wojsk. ustanowione zostało tymczasowe, nadetatowe stanowisko inżyniera do spraw Obozów Jeńców, uprawnionego do kontaktowania się z Oddziałem I Sztabu M.S.Wojsk.
W sierpniu 1920 powołana została Komisja do Spraw Obozu Jeńców w Strzałkowie pod przewodnictwem gen. ppor. Józefa Prokopowicza. 
W listopadzie 1920 na podstawie rozporządzenia MSWojsk. Oddział I Sztab Nr 22547/Mob. powołano Kierownictwo Wymiany Jeńców Wojennych, któremu podporządkowano Sekcję Jeńców Wojennych Naczelnego Dowództwa i Wydział Jeńców MSWojsk. Kierownictwo było instytucją przejściową, powołaną w czasie demobilizacji i podporządkowaną Sekcji Mobilizacyjnej Oddziału I Sztabu MSWojsk.
18 stycznia 1921 utworzona został Sekcja Jeńców, którą podporządkowano szefowi Oddziału I Sztabu M.S.Wojsk.
W styczniu 1921 sekcja przeniesiona została do Oddziału II Sztabu M.S.Wojsk., a w maju tego roku do Ministerstwa Spraw Zagranicznych.
W latach 1919–1920 zorganizowane zostały następujące obozy jenieckie i internowanych:
- Obóz Jeńców Nr 1 w Strzałkowie
- Obóz Internowanych Nr 1 w Krakowie-Dąbiu
- Obóz Jeńców Nr 2 w Wadowicach
- Obóz Jeńców Nr 3 w Łańcucie (mjr piech. Stanisław Peszkowski)
- Obóz Internowanych Nr 4 w Pikulicach (DOGen. Lwów)
- Obóz Jeńców Nr 5 w Szczypiornie
- Obóz Internowania nr 6 w Aleksandrowie Kujawskim
- Obóz Jeńców Nr 7 w Tucholi (DOGen. Pomorze)
- Obóz Internowanych Nr 10 w Kaliszu
- Obóz Internowanych Nr 11 w Toruniu (DOGen. Pomorze)
- Obóz Internowanych Nr 12 w Częstochowie
- Obóz Koncentracyjny Nr 14 w Ostrowcu[6]
- Obóz Internowanych nr 15 w Toruniu
- Obóz Internowanych Nr 16 w Zduńskiej Woli
- Obóz Internowanych Nr 17 w Sosnowcu
- Obóz Internowanych Nr 20 w Radomiu
- Obóz Koncentracyjny Nr 21 w Białymstoku (płk Bolesław Antoszewicz)[7]
- Obóz Koncentracyjny Nr 23 we Lwowie (mjr Gabriel Gliga)[8]
- Obóz Koncentracyjny Nr 24 w Puławach[9] (Stacja Rozdzielcza Jeńców i Internowanych)

Od września 1920 roku dowódcą obozu był mjr Józef Chlebowski, a dowódcą Oddziału Dozorczo-Wartowniczego ppor. Leon Grzegorczak
- Obóz Internowanych w Łukowie
- Obóz Internowanych w Płocku
- Obóz Internowanych w Różanach (DOGen. Warszawa)
- Obóz Internowanych w Ostrowie Lubelskim (DOGen. Lublin)
- Stacja Rozdzielcza Jeńców i Internowanych w Stryju
- Stacja Rozdzielcza Jeńców i Internowanych we Lwowie
- Stacja Rozdzielcza Jeńców i Internowanych w Dorohusku
- Stacja Rozdzielcza Jeńców i Internowanych w Białymstoku
- Obóz Koncentracyjny dla Górnoślązaków w Krakowie
- Obóz Izolacyjny w Siedlcach (DOGen. Lublin)
- Obóz Izolacyjny w Dęblinie[6]
- Punkt Koncentracyjny Jeńców 4 Armii[11]
- Punkt Koncentracyjny Jeńców 6 Armii w Kowlu[12]
- Punkt Koncentracyjny Jeńców Brześć nad Bugiem[13]
- Punkt Wyżywienia Jeńców Równe[6]
- Punkt Wymiany Jeńców Równe[14]

W 1939, w przypadku konfliktu zbrojnego z Niemcami, zgodnie z planem mobilizacyjnym "W", Wojsko Polskie zakładało zorganizowanie dwóch obozów jeńców ze szpitalami, sześciu obozów rozdzielczych i siedmiu punktów zbornych.
Wykaz jednostek służby jenieckiej. W nawiasach podano nazwy jednostek mobilizujących, którymi w większości były rejonowe komendy uzupełnień (RKU)  oraz nazwy oddziałów piechoty i kawalerii, w oparciu o które przeprowadzana była mobilizacja.
w I rzucie mobilizacji powszechnej:
- Obóz Rozdzielczy Jeńców Nr 11 Modlin (RKU Warszawa Miasto I + 32 p)
- Obóz Rozdzielczy Jeńców Nr 31 Białystok (RKU Białystok + 42 pp)
- Obóz Rozdzielczy Jeńców Nr 41 Skierniewice (RKU Skierniewice + 18 pp)
- Obóz Rozdzielczy Jeńców Nr 51 Bochnia (RKU Bochnia + szwadron zapasowy 3 pułku ułanów)
- Obóz Rozdzielczy Jeńców Nr 61 Rawa Ruska (RKU Lwów Powiat + 19 pp)
- Obóz Rozdzielczy Jeńców Nr 91 Brześć (RKU Brześć + 35 pp)

- Punkt Zborny Jeńców Nr 11 (RKU Warszawa Miasto I + 21pp)
- Punkt Zborny Jeńców Nr 21 (RKU Kowel + 50 pp)
- Punkt Zborny Jeńców Nr 31 (RKU Wilno Miasto + 6 pp Leg.)
- Punkt Zborny Jeńców Nr 41 (RKU Łódź Miasto I + 31 pp)
- Punkt Zborny Jeńców Nr 51 (RKU Kraków + 20 pp)
- Punkt Zborny Jeńców Nr 61 (RKU Lwów Miasto + 19 pp)
- Punkt Zborny Jeńców Nr 91 (RKU Brześć + 35 pp)

w II rzucie mobilizacji powszechnej:
- Obóz Jeńców Lubaczów (I/39 pp)
- Obóz Jeńców Pińczów (RKU Pińczów + 4 pp Leg.)

Szpitale dla obozów w Lubaczowie i Pińczowie mobilizować miała Kadra Zapasowa 10 Szpitala Okręgowego w Przemyślu, a ochronę zapewnić pododdziały wartownicze, wystawiane na terenie Okręgu Korpusu Nr X. Organizację obu szpitali miano rozpocząć 22 dnia mobilizacji powszechnej, a zakończyć rozwinięciem w 27 dniu mobilizacji. Każdy ze szpitali dysponować miał 500 łóżkami w dwóch oddziałach chirurgicznych, dwóch oddziałach wewnętrznych i jednym oddziale zakaźnym.